# Вербилово (Липецкая область)
Верби́лово — село Липецкого района Липецкой области. Центр Вербиловского сельсовета. Расположено на правом берегу реки Воронежа.

## История
Человек современного типа поселился в этих краях в бронзовом веке во II тыс. до н.э. Следы  поселений Абашевской культуры были найдены на территории Вербилова, Карамышева, Конь-Колодезя и других населенных пунктов на реках Дон, Воронеж, Матыра.
Славянское население проникает в эти места начиная с первого тысячелетия нашей эры.  На протяжении долгого времени по территории Вербилова проходила южная граница русских земель. Первые сведения о поселении Вербилово относятся к концу XVI века, ко времени организации на территории «Дикого Поля» Сторожевой службы Русского государства. В «Дозорной книге» 1615 года вместе с сельцом Вербилово упоминается одноимённое озерко. Название могло произойти от фамилии человека — Вербилов или от лозняка (вербы). В течение XVII века поселение росло и в 1676 г. в Вербилове насчитывалось 113 дворов . 
В 1827 году была построена церковь Вознесения. К 1903 году на территории села действовала школа .
В 1960-х годах через село была проведена одна из линий магистрального нефтепровода «Дружба».

## Население
| 1859 | 1897  | 2009 | 2010 | 2012 | 2013 | 2014 |
| ---- | ----- | ---- | ---- | ---- | ---- | ---- |
| 622  | ↗1240 | ↘912 | ↘824 | ↘818 | ↘812 | ↘786 |
| 2015 | 2016  | 2017 | 2018 | 2021 |      |      |
| ↘775 | ↘761  | ↘748 | ↘720 | ↗857 |      |      |

На 01.01.2009 население Вербилова составляло 912 чел , в том числе 42 ребёнка дошкольного возраста, 74 школьника, 404 чел. трудоспособного возраста. Современная демографическая ситуация характеризуется естественной убылью населения. Число родившихся в 2,0 раза меньше числа умерших . Пенсионеры составляют 30% населения села, что в два раза превышает средние показатели по области.
По итогам 2009 года, средняя продолжительность жизни в Вербилово составляет 68 лет .

## Экономика
На территории сельского поселения находятся молочные и птицеводческие комплексы («Куриное Царство»). В 2009 году был реализован крупный инвестиционных проект по строительству молочно-товарной фермы (ООО «Вербиловское») ценой в 370 млн рублей. По ожиданиям администрации, в 2010 году молочно-товарный комплекс выйдет на проектную мощность 7,5 тыс.литров молока в год. С середины 60-х годов действует НПС «Вербилово».
В 2014 г. в с. Вербилово был построен и начал работу уникальный для России проект - Автономная некоммерческая организация развития производства сырого молока "Молочная Бизнес Академия". Учебный центр  и тренинговая молочная ферма были созданы при поддержке Министерства Сельского хозяйства РФ и Национального союза производителей молока "Союзмолоко". В "Молочной Бизнес Академии" проходят обучение и повышение квалификации специалисты молочных хозяйств со всей России.
Средняя заработная плата по итогам 2009 года составила 8200 рублей в месяц. В 2010 году ожидается повышение средней заработной платы до 9600 рублей.
На территории села находится 413 личных подсобных хозяйств, средний размер которых составляет 35 соток .
Транспортное сообщение представлено рейсовыми автобусами «Липецк» — «Вербилово»

## Достопримечательности
Церковь Рождества Христова, построенная в 1827 году, является региональным памятником архитектуры ). На противоположной от Вербилова стороне Воронежа находятся Колодецкий и Первомайский заказники.
Вербилово расположено в живописной местности, известной широкими весенними разливами реки Воронеж.